# Černobyl
Černobyl (ukrajinsky Чорно́биль, Čornobyl; rusky Черно́быль, Černobyl) je město v Kyjevské oblasti na severu Ukrajiny, poblíž hranic s Běloruskem, v kraji zvaném Polesí. Protéká jím řeka Pripjať. V 70. letech byla 15 km severozápadně od města postavena Černobylská jaderná elektrárna, v níž došlo roku 1986 k závažné havárii, rozsahem následků nejhorší v dějinách jaderné energetiky. Po nehodě bylo okolí elektrárny evakuováno a uzavřeno. Město Černobyl, ve kterém do té doby žilo asi 14 tisíc obyvatel, zůstalo téměř opuštěné. Roku 2017 zde žilo 690 obyvatel.

## Historie
První zmínka města je psaná v Ipatěvském spisu v roce 1193. Další zmínka se nacházela v Seznamu ruských měst v dalekém i blízkém okolí pod Kyjevským knížectvím napsán jako na Pripětě Černobyl (на Припетѣ Чернобыль). Pozůstatky historického Černobylu jsou s největší pravděpodobností hradiště, objevené v roce 2003 na mysu mezi kostelem sv. Illiny a místním parkem. Pravděpodobně již v polovině 15. století zde stával Černobylský hrad, který zničili Tataři kolem roku 1473 a kolem roku 1521 obnovili.
Před kozáckými válkami zde byl důležitý komunikační uzel a středisko obchodu. Během kozáckých válek bylo město mezi lety 1648 až 1665 pod kontrolou kozáků z Záporoží, během okupace vzniklo několik černobylských pluků a jednotek a místní hrad byl odstřelován. V 16. století byl během okupace Hajdamaků hrad a místní kostel vypálen.
Po trojím dělení Polska bylo město pod okupací ruska a stal se součástí Kyjevské gubernie a později samostatné Černobylské župy. V 19. století zde převažovalo židovské obyvatelstvo, tehdy byl Černobyl také jedním z center chasidismu. Černobylský hrad na kopci a místní panství tehdy patřily hraběti Vladyslavu Chodkevičovi. Město tehdy mělo zisk z říčního obchodu, rybolovu a pěstování cibule. Podle sčítání lidu z roku 1897 mělo město 9 351 obyvatel.
V letech 1923–1988 byl administrativním centrem Černobylského rajónu.[zdroj?]
V sedmdesátých letech byla severozápadně od města budována jaderná elektrárna a pro její zaměstnance nové město Pripjať. Po havárii 26. dubna 1986 byl Černobyl evakuován, po postupné dekontaminaci se stal částečně obyvatelný.[zdroj?]

## Demografie
| Rok            | 1897  | 1926  | 1970   | 1979   | 2017 | 2021  | 2022 | 2023 | 2024 | 2025 |
| -------------- | ----- | ----- | ------ | ------ | ---- | ----- | ---- | ---- | ---- | ---- |
| Počet obyvatel | 9 351 | 8 071 | 10 136 | 12 458 | 690  | 1 000 | 927  | 860  | 798  | 740  |

## Jaderná elektrárna
Roku 1977 byl 18 kilometrů severně od města dobudován 1. reaktor jaderné elektrárny Černobyl. V sobotu 26. dubna 1986 v 1 hodinu 23 minut a 47 sekund došlo na jejím 4. reaktorovém bloku k dosud největší zaznamenané havárii jaderné elektrárny. Výbuch způsobil uvolnění velkého množství radioaktivních částic a zamoření širokého okolí. Okolo 130 000 lidí z blízkého okolí bylo evakuováno. Evakuace však proběhla až několik desítek hodin po havárii. Obyvatelům také dlouho nebylo řečeno, co se vlastně děje, a tak většina z nich ani nevěděla, že jsou během evakuace velmi silně ozařováni. A to stejně tak jako armáda a všichni ostatní, kdo pomáhali odstraňovat, nebo se aspoň snažili situaci zmírňovat a bojovat s následky této havárie.[zdroj?]
Ačkoliv je celá oblast stále radioaktivní a město oficiálně opuštěné, okolo sedmi set zejména starých lidí se přes nebezpečí rozhodlo vrátit do svého města.[zdroj?]

## Současnost
Aktuálně zde působí asi 3000 lidí, jde o úředníky, obyvatele, zaměstnance elektrárny a pracovníky starající se o uzavřenou zónu kolem elektrárny. Střídají se tam po týdnu, který má čtyři pracovní dny. V Černobylu ale stále žije cca 700 obyvatel, kteří se rozhodli do města vrátit.[zdroj?]
Během ruské invaze na Ukrajinu byl Černobyl dne 24. února 2022 obsazen ruskou armádou.

## Galerie

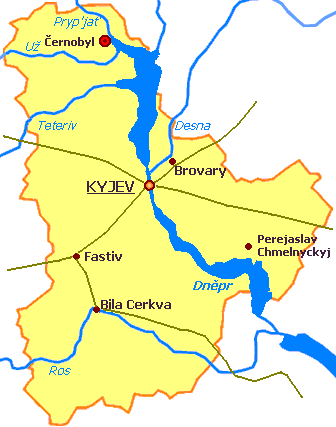
Černobyl na mapě Kyjevské oblasti
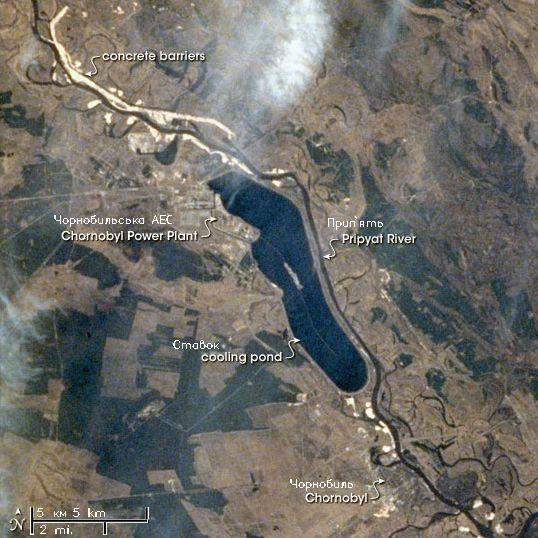
Černobyl na satelitním snímku
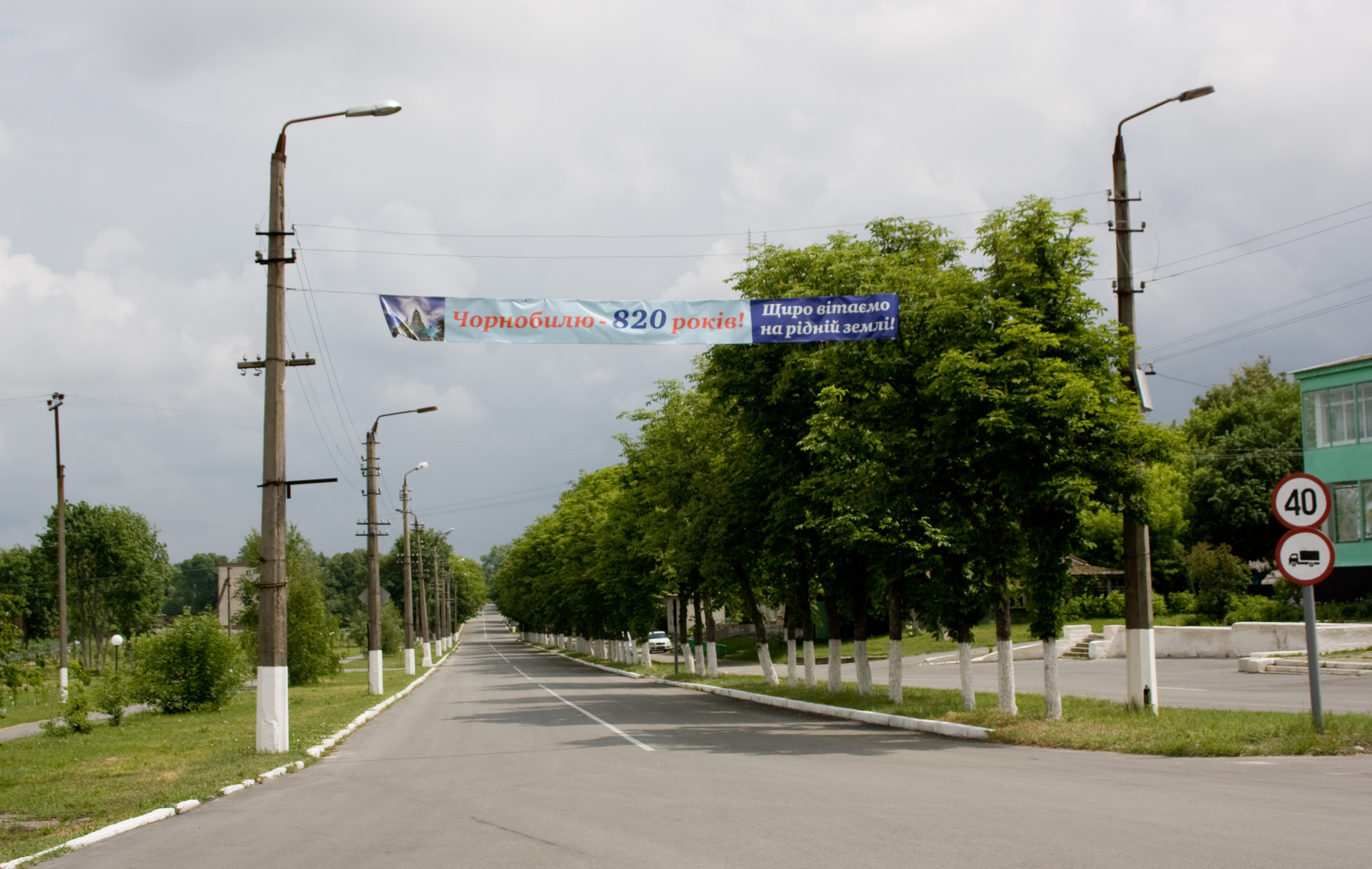
Město Černobyl v roce 2013